# Gwiazdy polskiej muzyki lat 80. – vol. 2 (album Lady Pank)
Gwiazdy polskiej muzyki lat 80. – vol. 2 – album kompilacyjny zespołu Lady Pank wydany w 2007 roku jako dodatek do gazety. Zawiera 14 przebojów grupy z lat 1982–1991. Do albumu jest dołączona 24 stronicowa książeczka zawierająca drugą część historii zespołu. Płyta jest częścią kolekcji Dziennika i jest jedenastą częścią cyklu „Gwiazdy polskiej muzyki lat 80.”

## Lista utworów
1. „Zamki na piasku” (muz. J. Borysewicz i sł. A. Mogielnicki) – 4:25
2. „Fabryka małp” (muz. J. Borysewicz sł. A. Mogielnicki) – 3:36
3. „Zawsze tam, gdzie ty” (muz. J. Borysewicz; sł. J. Skubikowski) – 4:16
4. „Someone's round the corner” (muz. J. Borysewicz; sł. A. Mogielnicki; przek. T. Wachtel) – 3:51
5. „Raport z N.” (muz. J. Borysewicz; sł. A. Mogielnicki) – 3:15
6. „Rysunkowa postać” (muz. J. Borysewicz; sł. A. Mogielnicki) – 3:39
7. „Oglądamy film” (muz. J. Borysewicz; sł. G. Ciechowski) – 4:47
8. „Czas na mały blues” (muz. J. Borysewicz; sł. A. Mogielnicki) – 4:18
9. „Mała Lady Punk” (muz. J. Borysewicz; sł. A. Mogielnicki) – 3:20
10. „Tacy sami” (muz. J. Borysewicz; sł. J. Skubikowski) – 4:21
11. „To, co mam” (muz. J. Borysewicz; sł. M. Dutkiewicz) – 4:12
12. „Tango stulecia” (muz. J. Borysewicz; sł. A. Mogielnicki) – 4:56
13. „Szakal na Brodłeju” (muz. J. Borysewicz) – 2:25
14. „This is only Rock'n'Roll” (muz. J. Borysewicz; sł. A. Mogielnicki; przek. T. Wachtel) – 4:01

## Skład
- Jan Borysewicz – gitara (1-14) śpiew (7-9)
- Janusz Panasewicz – śpiew (1-6, 10-12, 14)
- Edmund Stasiak – gitara (1, 2, 4-8, 10-14)
- Paweł Mścisławski – gitara basowa (1, 2, 4-8, 10-14)
- Jarosław Szlagowski – perkusja (1-6, 8, 12)
- Wiesław Gola – perkusja (7, 10, 11)
- Jerzy Suchocki – instr. klawiszowe (7, 10, 11)
- Rafał Paczkowski – instr. klawiszowe (7, 10, 11)
- Andrzej Dylewski – perkusja (9, 14)
- Wojciech Bruślik – gitara basowa (9)